# Оргон (кантон)
Орго́н (фр. Orgon) — кантон во Франции, находится в регионе Прованс — Альпы — Лазурный Берег, департамент Буш-дю-Рон. Входит в состав округа Арль.
Код INSEE кантона — 1326. Всего в кантон Оргон входит 8 коммун, из них главной коммуной является Оргон.
Население кантона на 2008 год составляло 24 695 человек.

## Коммуны кантона
| Коммуна      | Население, чел. (1999) | Почтовый индекс | Код INSEE |
| ------------ | ---------------------- | --------------- | --------- |
| Веркьер      | 801                    | 13670           | 13116     |
| Кабан        | 4119                   | 13440           | 13018     |
| Моллежес     | 2171                   | 13940           | 13064     |
| Оргон        | 2642                   | 13660           | 13067     |
| План-д’Оргон | 2417                   | 13750           | 13076     |
| Сенас        | 5618                   | 13560           | 13105     |
| Сент-Андьоль | 2605                   | 13670           | 13089     |
| Эгальер      | 1851                   | 13810           | 13034     |